# Calificările pentru Campionatul Mondial de Fotbal 2022 (CONMEBOL)
Calificările din zona sud-americană pentru Cupa Mondială 2022 sunt organizate în cadrul Confederației Sud-Americane de Fotbal (CONMEBOL) și vizează 10 echipe naționale pentru 4 sau 5 locuri de calificare. Brazilia a fost prima echipă din această zonă care s-a calificat pentru turneul final, continuându-și seria, întrucât va fi a 22-a participare la tot atâtea ediții. Celelalte două campioane mondiale ale continentului, Argentina și Uruguay, au obținut de asemenea calificarea pentru Cupa Mondială din Qatar.

## Format
Cele zece selecționate sud-americane sunt plasate într-o singură grupă de calificare și joacă meciuri acasă și în deplasare fiecare cu fiecare. Calendarul include 18 etape (18 meciuri pentru fiecare echipă). Etapele sunt în mod normal „grupate” în perechi în perioadele rezervate meciurilor internaționale și apoi se succed în două date apropiate de patru sau cinci zile. La sfârșitul ultimei etape, primele patru din clasament se califică la Cupa Mondială 2022. A cincea clasată joacă un tur suplimentar de calificare înfruntând o echipă de pe alt continent într-un play-off.

## Clasament și rezultate
| Loc | Echipa    | MJ | V  | E | Î  | GM | GP | DG  | Pct | Calificare                                           |     |     |       |     |     |     |     |     |     |     |     |
| --- | --------- | -- | -- | - | -- | -- | -- | --- | --- | ---------------------------------------------------- | --- | --- | ----- | --- | --- | --- | --- | --- | --- | --- | --- |
| 1   | Brazilia  | 17 | 14 | 3 | 0  | 40 | 5  | +35 | 45  | Calificare pentru Campionatul Mondial de Fotbal 2022 |     | —   | Canc. | 4–1 | 2–0 | 2–0 | 1–0 | 4–0 | 4–0 | 5–0 | 1–0 |
| 2   | Argentina | 17 | 11 | 6 | 0  | 27 | 8  | +19 | 39  | Calificare pentru Campionatul Mondial de Fotbal 2022 |     | 0–0 | —     | 3–0 | 1–0 | 1–0 | 1–0 | 1–1 | 1–1 | 3–0 | 3–0 |
| 3   | Uruguay   | 18 | 8  | 4 | 6  | 22 | 22 | 0   | 28  | Calificare pentru Campionatul Mondial de Fotbal 2022 |     | 0–2 | 0–1   | —   | 1–0 | 1–0 | 0–0 | 2–1 | 0–0 | 4–2 | 4–1 |
| 4   | Ecuador   | 18 | 7  | 5 | 6  | 27 | 19 | +8  | 26  | Calificare pentru Campionatul Mondial de Fotbal 2022 |     | 1–1 | 1–1   | 4–2 | —   | 1–2 | 6–1 | 0–0 | 2–0 | 3–0 | 1–0 |
| 5   | Peru      | 18 | 7  | 3 | 8  | 19 | 22 | −3  | 24  | Promovare la barajul intercontinental                |     | 2–4 | 0–2   | 1–1 | 1–1 | —   | 0–3 | 2–0 | 2–0 | 3–0 | 1–0 |
| 6   | Columbia  | 18 | 5  | 8 | 5  | 20 | 19 | +1  | 23  |                                                      |     | 0–0 | 2–2   | 0–3 | 0–0 | 0–1 | —   | 3–1 | 0–0 | 3–0 | 3–0 |
| 7   | Chile     | 18 | 5  | 4 | 9  | 19 | 26 | −7  | 19  |                                                      | 0–1 | 1–2 | 0–2   | 0–2 | 2–0 | 2–2 | —   | 2–0 | 1–1 | 3–0 |     |
| 8   | Paraguay  | 18 | 3  | 7 | 8  | 12 | 26 | −14 | 16  |                                                      | 0–2 | 0–0 | 0–1   | 3–1 | 2–2 | 1–1 | 0–1 | —   | 2–2 | 2–1 |     |
| 9   | Bolivia   | 18 | 4  | 3 | 11 | 23 | 42 | −19 | 15  |                                                      | 0–4 | 1–2 | 3–0   | 2–3 | 1–0 | 1–1 | 2–3 | 4–0 | —   | 3–1 |     |
| 10  | Venezuela | 18 | 3  | 1 | 14 | 14 | 34 | −20 | 10  |                                                      | 1–3 | 1–3 | 0–0   | 2–1 | 1–2 | 0–1 | 2–1 | 0–1 | 4–1 | —   |     |

## Barajul intercontinental
Locul 5 din grupa de calificare înfruntă în play-off-ul intercontinental o echipă din confederația asiatică într-un singur meci la Doha, Qatar pe 13 iunie 2022 pentru a obține unul dintre ultimele două locuri în faza finală a Cupei Mondiale.
| Echipa 1  | Scor                | Echipa 2 |
| --------- | ------------------- | -------- |
| Australia | 0–0 d.p. 5–4 d.l.d. | Peru     |

## Golgheteri
Principalii marcatori în preliminarii au fost:
- 10 goluri
  -  Marcelo Moreno

- 8 goluri
  -  Neymar
  -  Luis Suárez

- 7 goluri
  -  Lautaro Martínez
  -  Lionel Messi

- 6 goluri
  -  Richarlison
  -  Alexis Sánchez
  -  Michael Estrada